# Конске
Ко̀нске (на полски: Końskie) е град в Полша, Швентокшиско войводство. Административен център е на Конски окръг, както и на градско-селската Конска община. Заема площ от 17,70 км2.